# ステラ・ダンクル
ステラ・ダンクル（英:Stella Dunkel、1908年4月13日 - 1988年）はアメリカペンシルバニア州の幼稚園教諭。甥のジョセフ・リー・ダンクルが「ステラおばさんのクッキー」として日本でクッキー専門店の展開を行ったため、日本では「ステラおばさん」として広く知られる。

## 概要
1908年4月13日生まれ。甥のジョセフ・リー・ダンクルが生まれたときにはペンシルバニア・ダッチで幼稚園教諭を務めていたが、村の人々は彼女を先生とは呼ばず、「アントステラ（日本語でいうところのステラおばさん）」と呼び、親しんでいた。
大人になり、1974年に西武流通グループのアイスクリーム部門担当会社であるローリードールの社長に就任したジョセフは1982年、子供の頃に食べた彼女の作るクッキーを日本で「ステラおばさんのクッキー」としてブランド化し、店舗展開を開始する。ブランドの展開について相談したジョセフに対して彼女はレシピと共に「いいかい。クッキーやケーキを作るとき一番大切なのはオーブンの温度じゃないんだよ。それを誰かのために作ろうっていう気持ちなんだよ。」と伝えた。これはアントステラの企業理念「Warm Heart Communication」として受け継がれている。
彼女は「ステラおばさんのクッキー」が日本に展開されて6年後の1988年の春に死去した。80歳であった。

## 著書
没後、彼女のレシピノートを基にしたレシピ本が甥のジョセフ名義で刊行されている。
- ステラおばさんのアメリカンカントリーのお菓子（主婦の友社、1993年12月[5]）
- ステラおばさんのアーミッシュカントリーのお菓子（主婦の友社、1995年12月[6]）
- ステラおばさんのカントリーのブランチとお菓子（主婦の友社、1998年1月[7]）

また、かつてはアントステラの公式ホームページでも一部のレシピが公開されていた。

## その他
お笑い芸人の近藤春菜は容姿が似ていることから自身がステラおばさんであるかのように扱われた際に「ステラおばさんじゃねーよ!」と突っ込むくだりを持ちネタにしている。ステラおばさんのクッキーの運営会社であるアントステラもこのネタを認知しており、2025年にはステラおばさん生誕祭のキャンペーンのひとつとしてステラおばさんのそっくりさんのコンテストである「ステラおばさんじゃねーよ!コンテスト」が開催されている。